# Саблезъби тигри
Саблезъбите тигри (Smilodon), наричани още Смилодони са изчезнал род на големи саблезъби котки.

## Разпространение
Саблезъбите тигри са живели между 2,5 млн. години до 10 000 години преди новата ера в Северна и Южна Америка. Те се наричат „саблезъби“ заради голямата дължина на техните челюстни кучешки зъби. Въпреки че разговорно се наричат „саблезъби тигри“, смилодоните не са тясно свързани с тигъра, който принадлежи към друго подсемейство. Смилодонът е член на изчезнало подсемейство Махайродонти (Саблезъби).

## Физическа характеристика
В зависимост от вида смилодоните са тежали от 55 до 300 кг. и са били с дължина от 1 до 2,5 m. Имали са сравнително къса опашка, мощни крайници, здрави мускули на врата и дълги кучешки зъби. Значително по-енергични от мечка. Задните крайници са били със силно изградени адукторни мускули, които са помагали на тигъра за стабилност при борба с плячката.

## Видове
Има няколко вида смилодони, които са описани, но само три вида са разграничени:
- Грациозният смилодон (Smilodon gracilis), живял преди 2,5 милиона – 500 000 години в източната част на Северна Америка; най-малък и най-ранен от видовете с телесно тегло от около само 55 – 100 кг, вероятно е наследник на Мегантереона. Другите видове саблезъби тигри вероятно са получени от този вид.

- Фаталният смилодон (Smilodon fatalis), живял преди 1,6 милиона – 10 000 години, заменя грациозния смилодон в Северна Америка и Западна Южна Америка. По размери е между грациозния смилодон и популярния (известния) смилодон. Теглото на този вид е от 160 до 220 кг, а дължината му е около 1,2 – 1,5 m.

- Популярният смилодон (Smilodon populator), живял преди 1 милион – 10 000 години; появил се е в източните части на Южна Америка и е най-големият от всички видове Махайродонти. С тегло от около 200 до 300 кг и дължина около 2 – 2,5 m. и изключително големи екземпляри вероятно с тегло до 400 – 500 кг и дължина 3 m., той е бил сред най-тежките котки, които са съществували някога. Неговите горни кучешки зъби са били дълги 28 cm. и са стърчали до 17 cm. от горната му челюст.

## Начин на живот и хранене
Саблезъбият тигър е бил по-ефикасен убиец на големи животни, отколкото съвременните лъвове и тигри, но също така това го е правило и по-зависим от намирането на такива големи животни. Този високо специализиран ловен стил може би е допринесъл и за неговото изчезване, защото той е бил малко по-тромав и тези големи кучешки зъби не са били толкова ефективни при лов на по-малки и по-бързи животни, ако екосистемата се промени по някакъв начин. Саблезъбият тигър изчезва около 10000 г. пр.н.е., като по същото време изчезват и много други големи тревопасни и месоядни бозайници.